# Анна Мария фон Баден-Баден
Анна Мария фон Баден (на немски: Anna Marie von Baden; на чешки: Anna Marie Bádenská; * 22 май 1562; † 25 април 1583, Витингау, Чехия) е принцеса от Баден-Баден и чрез женитба бургграфиня на Бохемия.

## Живот
Тя е дъщеря на маркграф Филиберт фон Баден-Баден (1536 – 1569) и Мехтхилд Баварска (1532 – 1565), дъщеря на баварския херцог Вилхелм IV и принцеса Мария Якобея фон Баден, дъщеря на маркграф Филип I фон Баден. Сестра е на Якоба (1558 – 1597), маркграф Филип II (1559 – 1588) и Мария Саломе (1563 – 1600).
Анна Мария се омъжва на 15 години на 27 януари 1578 г. за Вилхелм фон Розенберг (1535 – 1592), главен бургграф на Бохемия. Тя е третата му съпруга. Бракът е бездетен.
Тя умира на 25 април 1583 г. във Витингау и е погребана в църквата Св. Вайт във Тршебон (Витингау). Вилхелм фон Розенберг е погребан до нея.